# Automotive Industries

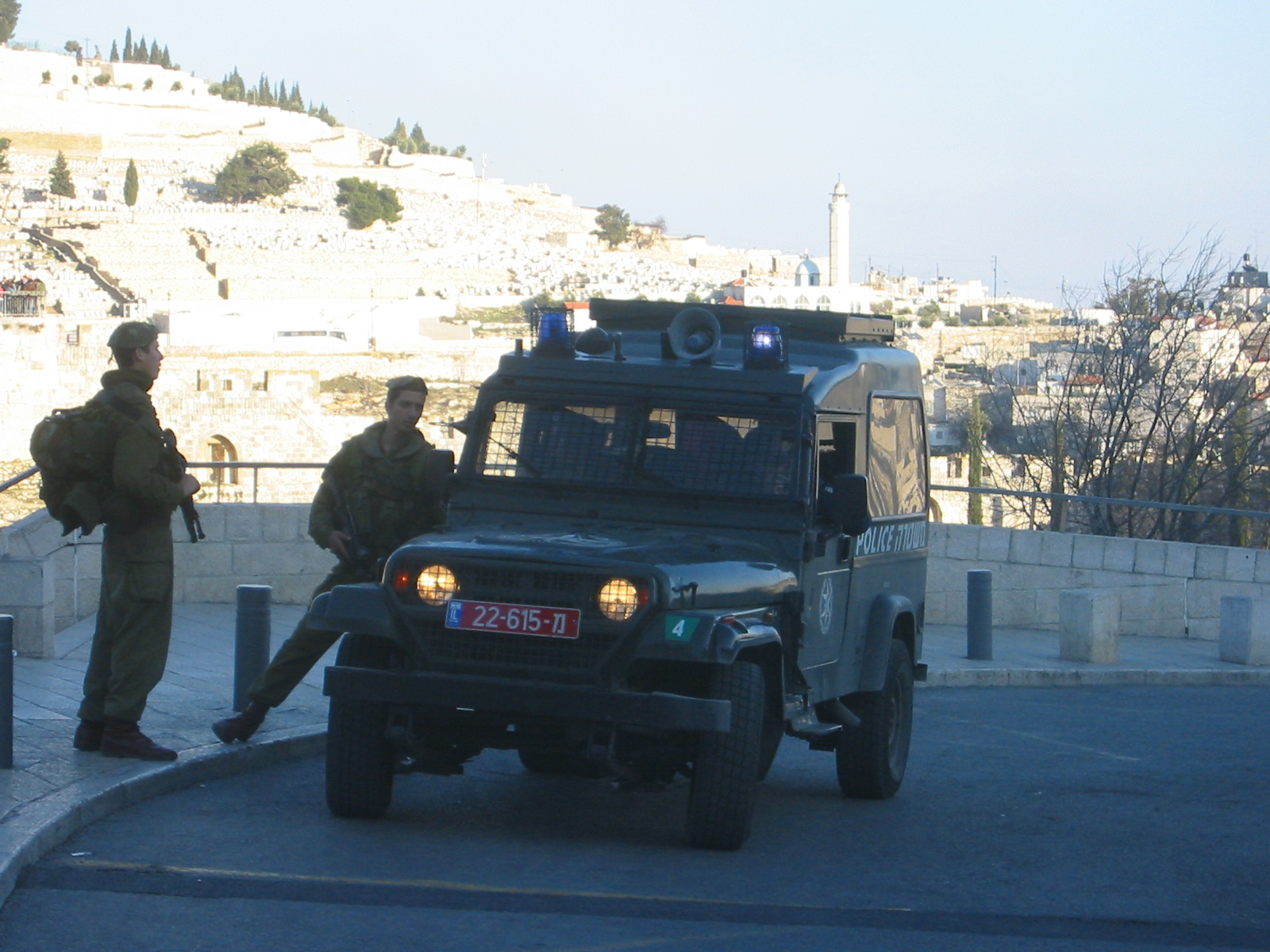
AIL Storm der israelischen Grenzpolizei

Die Automotive Industries Ltd. (hebräisch תַּעֲשִׂיּוֹת רֶכֶב בָּעָ״מ Taʿassijjōt Rechev BʿA"M, deutsch ‚Fahrzeugindustrien GmbH‘) ist ein israelischer Automobilhersteller. Das Unternehmen wurde 1966 von Joe Buxenbaum, Eigentümer der Automotive Equipment Ltd., gegründet und hat seinen Sitz in Nof HaGalil.
Das Unternehmen ist auf die Herstellung von, teilweise gepanzerten, Militärfahrzeugen mit Allradantrieb spezialisiert. Hauptabnehmer sind die israelischen Streitkräfte sowie die israelische Polizei.

## Modelle
- Willys MB (1966–1983; Geländewagen in Lizenz des Willys MB)
- AIL Abir (seit 1966; Lastkraftwagen)
- AIL Storm (seit 1987; Geländewagen in Lizenz des Jeep Wrangler)
- HMMWV (nur Montage)
- AIL Desert Raider (1998 bis 2010; luftverlastbarer Hochgeschwindigkeitsbuggy für den Wüsteneinsatz)

## Vertriebsmärkte
- Israel
- Kolumbien (Modell AIL Abir)
- Vereinigte Staaten (über AM General Corporation)